# Aleš Pajovič

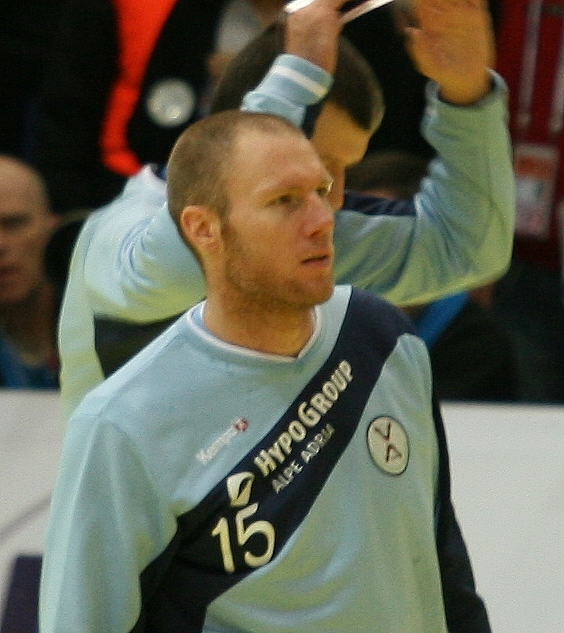
Ales Pajovic en Stavanger 2008
Foto: Jarle Vines

Aleš Pajovič (nacido el 1 de junio de 1979 en Celje (Eslovenia) es un exjugador de balonmano esloveno, que jugaba en la demarcación de lateral izquierdo. En la actualidad, es seleccionador nacional de la formación nacional austríaca. Fue también internacional con la Selección de balonmano de Eslovenia.

## Equipos

### Jugador
- Celje Pivovarna Laško ?-2003
- BM Ciudad Real 2003-2007
- THW Kiel 2007-2008
- BM Ciudad Real 2008-2009
- Celje Pivovarna Laško 2009-2011
- Shoppingcity Seiersberg 2011 (cedido)
- SC Magdeburg 2011-2013
- TuS Nettelstedt-Lübbecke 2013-2015
- HSG Graz 2015-2018

### Entrenador
- Selección de balonmano de Austria (2019-Act.)

## Palmarés en club
- Campeón Liga de balonmano de Eslovenia (8): 1996-1997, 1997-1998, 1998-1999, 1999-2000, 2000-2001, 2001-2002, 2002-2003, 2009-2010.
- Campeón Copa de Eslovenia de balonmano (4): 1996-1997, 1997-1998, 2002-2003, 2009-2010
- Campeón Liga ASOBAL (3): 2003-2004, 2007-08, 2008-2009.
- Campeón Copa del Rey (2): 2002-2003, 2007-2008.
- Subcampeón Copa del Rey 2003-2004, 2005-2006, 2008-2009.
- Campeón Copa ASOBAL (4): 2003-2004, 2004-2005, 2005-2006, 2006-2007.
- Campeón Supercopa de España (1): 2004-2005.
- Campeón Copa de Europa (3): 2005-2006, 2007-2008, 2008-2009.
- Campeón Supercopa de Europa (3): 2005-2006, 2006-2007, 2008-2009.

## Palmarés en la selección nacional
- Campeonato de Europa Junior de balonmano 1996 1º
- Supercopa de Europa 2004 2º.

- Datos: Q666819
- Multimedia: Aleš Pajovič / Q666819